# Мацо ди Валтелина
Ма̀цо ди Валтелѝна (на италиански: Mazzo di Valtellina, на западноломбардски: Mazz, Мац) е село и община в Северна Италия, провинция Сондрио, регион Ломбардия. Разположено е на 552 m надморска височина. Населението на общината е 1061 души (към 2010 г.).